# Relatieve en absolute tijd
De begrippen relatieve tijd en absolute tijd verwijzen in de grammatica naar de deiktische manier waarop werkwoordstijden worden gebruikt. In talen met een absolute tijd neemt de spreker het moment waarop de taaluiting wordt uitgedaan als enig uitgangspunt.  Een voorbeeld hiervan in het Nederlands is de zin:
- Mijn buurman zei dat hij ook nog wel zou komen.

De verleden tijd van zullen wordt hier alleen gebruikt omdat wordt verwezen naar een bepaald moment in het verleden; de genoemde buurman heeft niet letterlijk gezegd "ik zou ook komen". In talen met een relatieve tijd daarentegen zou de zin wanneer hij letterlijk wordt vertaald zo luiden:     
- Mijn buurman zei dat hij ook nog wel zal komen.

Omdat het tijdstip waar in het tweede deel van de zin naar wordt verwezen hoe dan ook later is dan het tijdstip dat in het eerste deel van de zin als uitgangspunt dient, is het gebruik van de toekomende tijd hier vereist. Het moment waarop de taaluiting als zodanig plaatsvindt wordt geheel buiten beschouwing gelaten.   